# فيل إروين
فيل إروين (بالإنجليزية: Phil Irwin)‏ هو لاعب كرة قاعدة أمريكي، ولد في 25 فبراير 1987 في جيرمانتاون في الولايات المتحدة.

## وصلات خارجية
- فيل إروين على موقع دوري كرة القاعدة الرئيسي (الإنجليزية)
- فيل إروين على موقع دوري كوريا الجنوبية لكرة القاعدة (الإنجليزية)
- فيل إروين على موقعبيزبول رفرنس.كوم (الدوري الرئيسي) (الإنجليزية)
- فيل إروين على موقعبيزبول رفرنس.كوم (الدوري الثانوي) (الإنجليزية)
- فيل إروين على موقع إي إس بي إن.كوم (أم.أل.بي) (الإنجليزية)
- فيل إروين على موقع مشجعي الرسوم البيانية (الإنجليزية)